# Arapaima
Arapaima (Arapaima gigas) är en art i familjen Arapaimidae och en av de största sötvattenfiskarna i världen. Obekräftade uppgifter finns om längder på upp till 4,5 meter och en vikt på upp emot 200 kilogram, men detta har ifrågasatts. Som en av de mest eftertraktade fiskarna i Sydamerika fiskas den intensivt för att exporteras, och som en konsekvens av detta är det numera ovanligt att exemplar med en längd på mer än 2 meter fångas.
Arapaiman listades en längre tid som enda art i släktet Arapaima och nyare avhandlingar delar populationen i fyra arter.

## Miljö
Den familj som arapaiman tillhör är av stort vetenskapligt intresse därför att den har varit ganska utbredd under eocen men nu representeras den av arter som är isolerade i Sydamerika, Afrika och Australien. Arten arapaima finns endast naturligt i vegetationsrika sötvatten vid 24-29 °C i norra Sydamerika.

## Föda
Arapaiman är en utpräglad rovfisk som endast äter levande byte. Den är en livlig fiskätare men äter också fåglar, grodor, mindre simmande däggdjur. Den fångar lätt till och med de bepansrade malarna.

## Fortplantning
Arapaiman blir könsmogen vid 4–5 års ålder, då är den cirka 1,7 meter lång och väger över 40 kilogram. Arten leker i april - maj, troligen vartannat år. Honan lägger upp till 100 000 romkorn, om inte fler, i en grävd grop som är cirka 15 centimeter djup och 50 centimeter bred i sandbotten på cirka 1,5 meters djup i lugnt vatten. Båda föräldrarna vaktar rommen. Ynglen är snabbväxande men sårbara och blir 7–8 centimeter långa efter en månad för att efter fyra år uppnå längden 1,6 meter.